# Kinnula
Kinnula ist eine Gemeinde mit 1554 Einwohnern (Stand 31. Dezember 2022) in Mittelfinnland. Sie liegt 160 km nordwestlich von Jyväskylä in der Hügellandschaft des Suomenselkä.
Kinnula liegt auf der Grenze der historischen Landschaften Savo und Österbotten. Die Gemeinde wurde 1850 aus dem Westteil der Gemeinde Lohtaja (Österbotten) und dem Ostteil von Viitasaari (Savo) gebildet. Die Pfarrkirche des Ortes, eine hölzerne Kreuzkirche, wurde 1864–1867 errichtet.
Das Kirchdorf der Gemeinde liegt an einer Bucht am Nordufer des Sees Ylä-Jäppä, weiterhin zählen zur Gemeinde die Dörfer Hakkaraniemi, Hiilinki, Jääjoki, Kangaskylä, Markokylä, Matkusjoki, Muhola, Myllykylä, Niemenkylä, Rantakylä, Saarenkylä, Silkkiperä, und Urpila. Kinnula ist ländlich geprägt, die hügelige Landschaft wird von zahlreichen kleinen Seen und Wasserläufen geprägt. Im Norden hat die Gemeinde Anteil am Nationalpark Salamajärvi.
Rund ein Drittel der Erwerbstätigen ist in der Land- und Forstwirtschaft beschäftigt, mehr als die Hälfte in Handel und Verwaltung.

## Politik
Wie in den meisten ländlichen Gegenden Finnlands ist in Kinnula die Zentrumspartei die stärkste Partei. Bei der Kommunalwahl 2008 erhielt sie fast die Hälfte der Stimmen und stellt im Gemeinderat, der höchsten Entscheidungsinstanz bei lokalen Angelegenheiten, 8 von 17 Abgeordneten. Die zweitgrößte Fraktion ist die konservative Nationalen Sammlungspartei mit sechs Mandaten, gefolgt von den Sozialdemokraten mit drei Sitzen.
| Partei                    | Wahlergebnis 2008 | Sitze |
| ------------------------- | ----------------- | ----- |
| Zentrumspartei            | 45,3 %            | 8     |
| Nationale Sammlungspartei | 36,7 %            | 6     |
| Sozialdemokraten          | 16 %              | 3     |

## Söhne und Töchter von Kinnula
- Kauko Hänninen (1930–2013), Ruderer
- Mauri Pekkarinen (* 1947), Politiker
- Pirjo Urpilainen (* 1978), Biathletin